# Svenska regenters valspråk

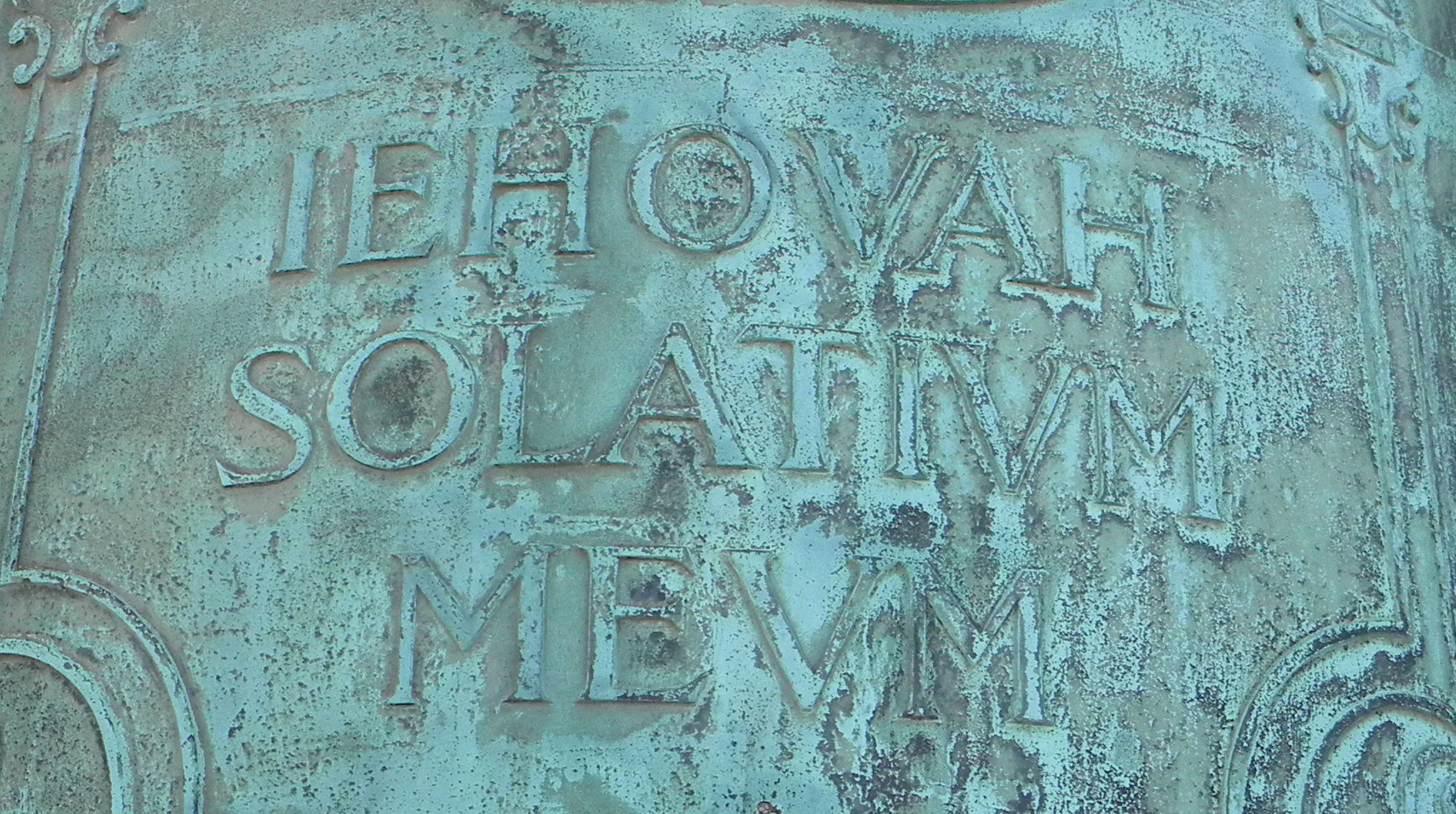
Karl IX:s valspråk på latin (från ryttarstatyn "Kopparmärra" i Göteborg)

Svenska regenters valspråk handlar om de valspråk (motton), som Sveriges regenter har haft under historiens gång.
Den förste svenske regent som hade ett valspråk var unionskungen Kristian I i mitten av 1400-talet, men även om han och hans två efterföljare som unionskungar (Hans och Kristian II) hade valspråk användes de inte i Sverige. Det är först från och med Gustav Vasa, som det har varit allmän tradition för svenska regenter att ha valspråk.
Fram till och med Adolf Fredrik i mitten av 1700-talet användes valspråken både på svenska och latin (i vissa fall även på tyska). Från och med Gustav III har valspråken bara varit på svenska, och de latinska versionerna från och med denna tid är endast översättningar.
| Namn                      | Regeringstid               | Valspråk på svenska                                                          | Valspråk på utländska                                                                | Ursprung                                                                            | Anmärkning |
| Vasaätten                 | Vasaätten                  | Vasaätten                                                                    | Vasaätten                                                                            | Vasaätten                                                                           | Vasaätten |
| ------------------------- | -------------------------- | ---------------------------------------------------------------------------- | ------------------------------------------------------------------------------------ | ----------------------------------------------------------------------------------- | --- |
| Gustav Vasa               | Riksföreståndare 1521–1523 | Beskydda oss, o Jesus                                                        | Protege nos Iesu (latin)                                                             | ?                                                                                   | Gustavs valspråk som riksföreståndare under befrielsekriget mot Danmark. |
| Gustav Vasa               | Kung 1523–1560             | All makt är av Gud                                                           | Omnis Potestas a Deo (latin)                                                         | Nya testamentet, Romarbrevet 13:1                                                   | I den senaste svenska bibelöversättningen lyder versen: [... D]et finns ingen överhet, som inte är av Gud. |
| Gustav Vasa               | Kung 1523–1560             | Om Gud (är) med oss, vem (är) då emot oss                                    | Si Deus pro nobis quis contra nos (latin)                                            | Nya testamentet, Romarbrevet 8:31                                                   | I den senaste svenska bibelöversättningen lyder versen: Om Gud är för oss, vem kan då vara mot oss? |
| Gustav Vasa               | Kung 1523–1560             | Säll (är) den som fruktar Herren                                             | Beatus qui timet Dominum (latin)                                                     | Gamla testamentet, Psaltaren 112:1                                                  | I den senaste svenska bibelöversättningen lyder versen: Lycklig den som fruktar Herren. |
| Gustav Vasa               | Kung 1523–1560             | Herrens är jorden [och allt vad därpå är]                                    | Domini est terra [et plentitudo eius] (latin)                                        | Gamla testamentet, Psaltaren 24:1                                                   | I den senaste svenska bibelöversättningen lyder versen: Jorden är Herrens med allt den rymmer. |
| Erik XIV                  | 1560–1568                  | Jehova ger åt vem han vill                                                   | Jehovah (Deus) dat cui vult (latin)                                                  | Gamla testamentet, Daniels bok 4:14                                                 | Med detta valspråk syftar kungen på, att han inte har blivit vald till kung, utan att Gud (genom att Gustav Vasa lät införa arvkungadömet) har gett honom kronan. |
| Johan III                 | 1568–1592                  | Gud (är) vår beskyddare                                                      | Deus protector noster (latin)                                                        | Gamla testamentet, Psaltaren 33:20 och 59:10                                        | I den senaste svenska bibelöversättningen lyder verserna: Vi sätter vårt hopp till Herren, han är vår hjälp och vår sköld och Du är min styrka, jag lovsjunger dig, Gud är min säkra borg. |
| Johan III                 | 1568–1592                  | Genom att göra gott frukta vi ingen                                          | Bene faciendo neminem timemus (latin)                                                | ?                                                                                   | |
| Johan III                 | 1568–1592                  | Mildhet och sanning äro konungens vakt och genom mildhet stöder han sin tron | Misericordia et veritas custodiunt regem et roboratur clementia thronus eius (latin) | Gamla testamentet, Ordspråksboken 20:28                                             | I den senaste svenska bibelöversättningen lyder versen: Godhet och trohet är kungens värn, med rättfärdighet tryggar han tronen. |
| Sigismund                 | 1592–1599                  | För rätten och folket                                                        | Pro iure [jure] et populo (latin)                                                    | ?                                                                                   | Detta valspråk använde Sigismund vid sin kröning till polsk-litauisk kung 1587. |
| Sigismund                 | 1592–1599                  | Konungens hjärta (är) i Herrens hand                                         | Cor regis in manu Domini (latin)                                                     | Gamla testamentet, Ordspråksboken 21:1                                              | Detta valspråk användes även av den dansk-norske kungen Fredrik I. I den senaste svenska bibelöversättningen lyder versen: Herren leder kungens tankar som vattenflöden. |
| Sigismund                 | 1592–1599                  | Av himmelen ges det upphöjda                                                 | Coelitus sublimia dantur(latin)                                                      | ?                                                                                   | Coelitus stavas ibland även Cælitus. |
| Karl IX                   | Riksföreståndare 1599–1604 | Gud (är) min tröst                                                           | Deus solatium meum (latin)                                                           | Gamla testamentet, Psaltaren 62:6                                                   | I den senaste svenska bibelöversättningen lyder versen: Från [Gud] kommer mitt hopp. |
| Karl IX                   | Riksföreståndare 1599–1604 | Herren (är) min styrka                                                       | Fortitudo mea Jehovah (latin)                                                        | Gamla testamentet, Psaltaren 118:14                                                 | I den senaste svenska bibelöversättningen lyder versen: Herren är min kraft och mitt värn. |
| Karl IX                   | Kung 1604–1611             | Jehova (är) min tröst                                                        | Jehovah solatium meum (latin)                                                        | Gamla testamentet, Psaltaren 62:6                                                   | Detta är samma valspråk, som det han använde som riksföreståndare, förutom att Gud är utbytt mot Jehova. Han använde båda varianterna under sin tid som hertig. |
| Gustav II Adolf           | 1611–1632                  | Ära vare den högste, de sinas tillflykt                                      | Gloria altissimo suorum refugio (latin)                                              | ?                                                                                   | Första bokstaven i varje ord i den latinska varianten, GASR kan också ses som en förkortning för Gustavus Adolphus Sueciae Rex, som är latin för Gustav Adolf, Sveriges konung. |
| Gustav II Adolf           | 1611–1632                  | Med Gud och de segerrika vapnen                                              | Deo et victricibus armis (latin)                                                     | ?                                                                                   | Endast använt i Tyskland under trettioåriga kriget. |
| Gustav II Adolf           | 1611–1632                  | Gud (vare) med oss                                                           | Gott mit uns (tyska)                                                                 | Gamla testamentet, Apokryferna, Judits bok 13:11 och Nya testamentet, Matteus 1:23  | Endast använt i Tyskland under trettioåriga kriget, exempelvis som lösenord under slaget vid Breitenfeld 1631. |
| Kristina                  | 1632–1654                  | Vishet (är) regeringens grundpelare                                          | Columna regni sapienta (latin)                                                       | ?                                                                                   | Liksom i Gustav II Adolfs första valspråk kan första bokstaven i varje ord i den latinska varianten (CRS) utläsas som en förkortning, nämligen för Christina Regina Sueciae, som är latin för Kristina, Sveriges drottning.                                                                                         |
| Pfalziska ätten           |                            |                                                                              |                                                                                      |                                                                                     | |
| Karl X Gustav             | 1654–1660                  | I Gud mitt öde, han själv skall göra det                                     | In Jehovah sors mea, ipse faciet (latin)                                             | Gamla testamentet, Psaltaren 37:5                                                   | I den senaste svenska bibelöversättningen lyder versen: Lita på [Herren], han kommer att handla. |
| Karl XI                   | 1660–1697                  | I Gud mitt öde, han själv skall göra det                                     | In Jehovah sors mea, ipse faciet (latin)                                             | Gamla testamentet, Psaltaren 37:5                                                   | Hans far Karl X Gustavs valspråk, som användes under hans tid som omyndig kung (fram till 1672). |
| Karl XI                   | 1660–1697                  | Herren är vorden min beskyddare                                              | Factus est Dominus protector meus (latin)                                            | Gamla testamentet, Psaltaren 94:22                                                  | I den senaste svenska bibelöversättningen lyder versen: [...] Herren är min trygga borg. |
| Karl XI                   | 1660–1697                  | Herren (är) min beskyddare                                                   | Dominus protector meus (latin)                                                       | Gamla testamentet, Psaltaren 94:22                                                  | I den senaste svenska bibelöversättningen lyder versen: [...] Herren är min trygga borg. |
| Karl XII                  | 1697–1718                  | Herren (är vorden) min beskyddare                                            | (Factus est) Dominus protector meus (latin)                                          | Gamla testamentet, Psaltaren 94:22                                                  | Hans far Karl XI:s valspråk, som han använde under första delen av sin regeringstid. |
| Karl XII                  | 1697–1718                  | Med Guds hjälp                                                               | (Deo favente; latin)                                                                 | ?                                                                                   | Detta valspråk använde han från 1707 och detta är första gången, som ett svenskt kungligt valspråk enbart har använts på svenska. |
| Ulrika Eleonora           | 1718–1720                  | I Gud mitt hopp                                                              | In Deo spes mea (latin)                                                              | Gamla testamentet, Psaltaren 62:6                                                   | Inspirerat av samma bibelcitat som Karl IX:s valspråk i början av 1600-talet. |
| Hessiska ätten            |                            |                                                                              |                                                                                      |                                                                                     | |
| Fredrik I                 | 1720–1751                  | I Gud mitt hopp                                                              | In Deo spes mea (latin)                                                              | Gamla testamentet, Psaltaren 62:6                                                   | Fredrik övertog sin hustru Ulrika Eleonoras valspråk, eftersom han "fick" kronan av henne, när hon abdikerade till hans förmån. Valspråket är återgivet på latin på guldmynt från Fredriks tid och på svenska på silvermynt. På mynt där de båda makarna är avbildade tillsammans lyder valspråket I Gud vårt hopp. |
| Holstein-Gottorpska ätten |                            |                                                                              |                                                                                      |                                                                                     | |
| Adolf Fredrik             | 1751–1771                  | Statens välfärd (är) min välfärd                                             | Salus publica, salus mea (latin)                                                     | Romarriket                                                                          | Använt av Adolf Fredriks släkting Karl Vilhelm Fredrik av Brandenburg-Ansbach 1720–1746. Antagligen föreslaget av kungens hustru Lovisa Ulrika och greve Carl Gustaf Tessin vid hans trontillträde. |
| Gustav III                | 1771–1792                  | Fäderneslandet                                                               | (Pro patria; latin; ordagrant För fosterlandet)                                      | ?                                                                                   | Gustav III var den förste svenske regent, som inte använde något valspråk på latin. Detta är också hittills enda gången i Sveriges historia, som ett kungligt valspråk endast har bestått av ett ord. |
| Gustav IV Adolf           | 1792–1809                  | Gud och folket                                                               | (Deus et populus; latin)                                                             | ?                                                                                   | |
| Karl XIII                 | Riksföreståndare 1809      | Folkets väl min högsta lag                                                   | (Salus populi summa lex mea; latin)                                                  | Den romerske politikern Marcus Tullius Ciceros verk Om lagarna (De legibus) III:3:8 | Eftersom Karl tvingades underteckna 1809 års regeringsform för att bli kung kan valspråket tydas som att han har accepterat folkets vilja. I Ciceros verk lyder meningen: Salus populi suprema lex. |
| Karl XIII                 | Kung 1809–1818             | Folkets väl min högsta lag                                                   | (Salus populi summa lex mea; latin)                                                  | Den romerske politikern Marcus Tullius Ciceros verk Om lagarna (De legibus) III:3:8 | Eftersom Karl tvingades underteckna 1809 års regeringsform för att bli kung kan valspråket tydas som att han har accepterat folkets vilja. I Ciceros verk lyder meningen: Salus populi suprema lex. |
| Bernadotteska ätten       |                            |                                                                              |                                                                                      |                                                                                     | |
| Karl XIV Johan            | 1818–1844                  | Folkets kärlek, min belöning                                                 | (Amor populi praemium meum; latin)                                                   | ?                                                                                   | Även använt av den danske kungen Fredrik VII i den omgjorda formen Folkets kjærlighed, min styrke (Folkets kärlek, min styrka). |
| Oscar I                   | 1844–1859                  | Rätt och sanning                                                             | (Ius et veritas; latin)                                                              | 1809 års regeringsform § 16                                                         | |
| Karl XV                   | 1859–1872                  | Land skall med lag byggas                                                    | (Civitas legibus aedificetur; latin)                                                 | Upplandslagen från 1296                                                             | |
| Oscar II                  | 1872–1907                  | 1872–1905: Brödrafolkens väl                                                 | (Salus populorum fraternorum; latin)                                                 | Kungens djupa engagemang för den svensk-norska unionen.                             | Valspråket hade denna lydelse så länge unionen bestod. Därefter fick kungen ändra det. |
| Oscar II                  | 1872–1907                  | 1905–1907: Sveriges väl                                                      | (Salus Sueciae; latin)                                                               | Omändring av kungens tidigare unionsvalspråk.                                       | Efter unionsupplösningen fick Oscar ändra Brödrafolkens väl till detta, eftersom det förra ej längre passade. |
| Gustaf V                  | 1907–1950                  | Med folket för fosterlandet                                                  | (Cum populo pro patria; latin)                                                       | ?                                                                                   | En önskan från kungens sida att försöka motstå de republikanska strömningar, som rådde vid hans trontillträde. |
| Gustaf VI Adolf           | 1950–1973                  | Plikten framför allt                                                         | (Ante omnia officium meum; latin; ordagrant Framför allt mitt ämbete)                | ?                                                                                   | |
| Carl XVI Gustaf           | 1973–                      | För Sverige – i tiden                                                        | (Pro Suecia hoc tempore; latin)                                                      | ?                                                                                   | Enligt kungen själv en önskan från hans sida att bli en modern monark. |